# Star Wars 5: Đế chế phản công
Đế chế phản công, còn được gọi là Chiến tranh giữa các vì sao: Tập V – Đế chế phản công (tựa Tiếng Anh: Star Wars: Episode V – The Empire Strikes Back), là một bộ phim sử thi opera không gian Mỹ năm 1980 của đạo diễn Irvin Kershner và được biên kịch bởi Leigh Brackett và Lawrence Kasdan, dựa trên câu chuyện của George Lucas. Được sản xuất bởi Lucasfilm, đây là bộ phim thứ hai trong loạt phim Chiến tranh giữa các vì sao (mặc dù là phần phim thứ năm theo trình tự thời gian) và là phần tiếp theo của Chiến tranh giữa các vì sao (1977). Lấy bối cảnh ba năm sau sự kiện của bộ phim đầu tiên, Đế chế Thiên hà, dưới sự lãnh đạo của Darth Vader và Hoàng đế độc ác, truy đuổi Luke Skywalker và toán quân còn lại của Liên minh Nổi Dậy. Trong khi Vader không ngừng truy đuổi những người bạn của Luke là Han Solo, Công chúa Leia, Chewbacca và C-3PO thì Luke luyện cách sử dụng thần lực dưới sự chỉ bảo của Bậc thầy Jedi Yoda. Dàn diễn viên bao gồm Mark Hamill, Harrison Ford, Carrie Fisher, Billy Dee Williams, Anthony Daniels, David Prowse, Kenny Baker, Peter Mayhew và Frank Oz.
Tiếp nối thành công của Star Wars đầu tiên, Lucas thuê Brackett để viết phần tiếp theo; và sau khi bà qua đời năm 1978, ông vạch ra ý tưởng tổng thể của bộ sử thi Star Wars và viết dự thảo truyện cho phần tiếp theo của mình, trước khi thuê Kasdan. Lucas quyết định không làm đạo diễn do trách nhiệm tại Industrial Light & Magic và phải giải quyết các vấn đề tài chính, và giao trọng trách này cho Kershner, giáo sư cũ của mình. Quay phim từ tháng 3 đến tháng 9 năm 1979, The Empire Strikes Back phải đối mặt với một quá trình sản xuất khó khăn bao gồm những chấn thương diễn viên, một đám cháy trên trường quay, và chịu phạt tiền từ Hội Nhà văn và Đạo diễn Hoa Kỳ. Ngân sách ban đầu là 18 triệu đô la, nhưng đã tăng lên đến 33 triệu đô la ở thời điểm kết thúc sản xuất, khiến nó trở thành một trong những bộ phim đắt nhất từng được làm thời đó.
Empire Strikes Back được công chiếu tại Trung tâm Kennedy ở Washington, DC vào ngày 17 tháng 5 năm 1980 và được phát hành tại Hoa Kỳ vào ngày 21 tháng 5 năm 1980. Bộ phim trở thành bộ phim có doanh thu cao nhất năm 1980. Mặc dù ban đầu đã nhận được những đánh giá có tính chia rẽ, nhưng bây giờ nó thường được coi là bộ phim hay nhất trong bộ saga Star Wars và là một trong những bộ phim hay nhất từng được thực hiện. Bộ phim đã thu về hơn 547 triệu đô-la trên toàn thế giới từ đợt chiếu ban đầu của nó và một số đợt chiếu lại. Nếu tính để loại trừ lạm phát, đây là phần phim tiếp theo có doanh thu cao thứ hai mọi thời đại và là bộ phim có doanh thu cao thứ mười ba ở Bắc Mỹ mọi thời đại. Năm 2010, bộ phim đã được Thư viện Quốc hội Hoa Kỳ lựa chọn để lưu giữ trong Viện Lưu trữ Phim Quốc gia Hoa Kỳ do "có ý nghĩa về mặt văn hóa, lịch sử hoặc thẩm mỹ".
The Empire Strikes Back có tác động đáng kể đến giới điện ảnh và văn hóa đại chúng, được coi là một ví dụ hiếm hoi mà phần phim tiếp theo vượt trội hơn so với phần đầu. Đỉnh điểm câu chuyện, nơi tên Vader tiết lộ với Luke rằng mình là cha của anh, thường được biết đến như là một trong những plot twist vĩ đại nhất trong lịch sử điện ảnh. The Empire Strikes Back được tiếp sau bởi Return of the Jedi năm 1983. Hai bộ phim này, cùng với phim Star Wars gốc năm 1977, cấu thành bộ ba phim Star Wars gốc.

## Cốt truyện
Ba năm sau khi Ngôi sao Tử thần (Death Star) bị phá hủy bởi Liên minh Nổi dậy, hạm đội của Đế chế dưới sự chỉ huy của Darth Vader, phái các máy thăm dò (Probe Droids) tới khắp thiên hà để định vị căn cứ nghĩa quân Nổi dậy của Công chúa Leia. Một máy thăm dò đã tìm thấy căn cứ trên hành tinh băng giá Hoth. Trong khi đang đi điều tra máy thăm dò, Luke Skywalker đã bị một con wampa bắt được, nhưng anh đã sử dụng Thần lực để lấy lại thanh kiếm ánh sáng của mình và làm con quái thú bị thương để trốn thoát. Trước khi lâm vào bất tỉnh do hạ thân nhiệt, Luke nhìn thấy linh hồn Thần lực của người thầy đã mất của anh ta, Obi-Wan Kenobi chỉ dẫn anh ta tới hành tinh đầm lầy Dagobah để hoàn thành huấn luyện trở thành một Hiệp sĩ Jedi dưới sự đào tạo của một Bậc thầy Jedi tên là Yoda. Han Solo kịp thời phát hiện ra Luke và giữ cách nhiệt anh ta khỏi thời tiết lạnh giá bên trong xác của con thú cưỡi tauntaun cho đến khi họ được giải cứu vào sáng hôm sau.
Khi vị trí quân Nổi dậy đã được biết, Đế chế mở một cuộc tấn công quy mô lớn bằng cách sử dụng các máy đi bộ AT-AT khổng lồ để chiếm căn cứ, khiến cho quân Nổi dậy phải sơ tán. Han và Leia rời khỏi hành tinh với C-3PO và Chewbacca trên con tàu Millennium Falcon, nhưng động cơ siêu ánh sáng của con tàu bị gặp trục trặc. Họ đành phải ẩn nấp trong một vùng không gian đầy tiểu hành tinh, nơi Han và Leia trở nên ngày càng gắn bó dưới tình thế căng thẳng. Vader triệu tập một vài tên thợ săn tiền thưởng, gồm cả tên Boba Fett khét tiếng, để định vị con tàu Falcon. Sau khi thoát được hạm đội Đế chế trong gang tấc, nhóm của Han du hành tới Thành phố Mây (Cloud City) lơ lửng trên hành tinh Bespin, nơi dưới sự cai trị của người bạn cũ của anh ta, Lando Calrissian. Tuy nhiên, Fett theo dấu họ tới thành phố và Vader ép Lando phải giao nộp họ cho Đế chế để dụ Luke tới giúp đỡ.
Trong lúc đó, Luke du hành với R2-D2 trên chiến đấu cơ X-wing của anh ta tới Dagobah, nơi anh đã hạ cánh thất bại. Anh đã gặp được Yoda, Bậc thầy Jedi và là một sinh vật nhỏ bé, người chỉ miễn cưỡng chấp nhận anh làm học trò Jedi sau khi bàn với linh hồn của Obi-Wan. Yoda huấn luyện Luke cách sử dụng mặt ánh sáng của Thần lực và làm chủ cảm xúc tiêu cực cám dỗ anh ta sa ngã vào mặt bóng tối giống như Vader. Tuy nhiên, Luke gặp khó khăn trong việc kiểm soát sự tức giận và nóng vội của bản thân và không thể hiểu được bản chất và sức mạnh của Thần lực cho đến khi anh chứng kiến Yoda sử dụng nó để nâng X-wing của anh một cách dễ dàng từ dưới đầm lầy. Luke cảm nhận thấy một linh cảm về Han và Leia đang gặp nguy hiểm, và mặc dù Obi-Wan và Yoda phản đối, anh quyết định bỏ giữa chừng việc đào tạo của mình để lên đường giải cứu họ. Mặc dù Obi-Wan tin rằng Luke là hy vọng duy nhất của họ, nhưng Yoda khẳng định rằng "còn có hy vọng khác."
Leia thú nhận tình yêu của cô ta đối với Han trước khi Vader đóng băng anh ta trong chất carbonite để kiểm tra thiết bị mà hắn định sử dụng để giam giữ Luke. Han vẫn còn sống sót trong khối carbonite và sau đó được giao cho Boba Fett, kẻ dự định sẽ trao đổi anh ta để nhận tiền thưởng từ tên Jabba the Hutt. Lando giải thoát cho Leia và Chewbacca, nhưng họ đã quá muộn để ngăn Fett rời đi. Họ bèn phải chiến đấu với đám quân Đế chế để tìm đường quay lại tàu Falcon và thoát khỏi thành phố. Trong lúc này Luke đã tới và đối đầu với tên Vader hùng mạnh trong một trận đấu kiếm ánh sáng trên hầm không khí trung tâm của thành phố. Trận đấu không cân sức này đã dẫn đến Luke bị Vader cắt đứt mất bàn tay phải và mất cả kiếm của anh ta. Hắn thuyết phục Luke nắm lấy sức mạnh của mặt bóng tối và giúp hắn lật đổ chủ nhân của hắn, tên Hoàng đế, để có thể cùng nhau thống trị thiên hà. Luke từ chối và nhắc lại lời của Obi-Wan rằng Vader đã giết cha của anh ta, nhưng Vader tiết lộ một bí mật đen tối với Luke: hắn mới chính là cha của anh. Trong cơn tuyệt vọng khi biết được sự thật này, Luke thả mình xuống hầm không khí và bị phóng ra bên dưới thành phố lơ lửng, phải bám vào một ăng-ten. Anh ta bèn cố tiếp cận thông qua Thần lực tới Leia, và con tàu Falcon đã quay lại để giải cứu anh ta. Lũ chiến đấu cơ TIE của Đế chế rượt theo cả nhóm, và họ suýt bị bắt giữ bởi tàu Star Destroyer của Vader, chỉ đến khi R2-D2 tái kích hoạt động cơ siêu ánh sáng của tàu Falcon, giúp họ trốn thoát thành công.
Trên trạm y tế của hạm đội Nổi dậy, bàn tay của Luke đã được thay thế bởi bàn tay robotic. Anh cùng với Leia, C-3PO, và R2-D2 quan sát Lando và Chewbacca xuất phát trên con tàu Falcon để đi tìm Han.

## Diễn viên
- Mark Hamill trong vai Luke Skywalker: Một phi công trong Liên minh Nổi dậy và là Jedi đang huấn luyện
- Harrison Ford trong vai Han Solo: Một kẻ buôn lậu và thuyền trưởng của tàu Millenium Falcon
- Carrie Fisher trong vai Leia Organa: Một trong những lãnh đạo của Liên minh Nổi Dậy
- Billy Dee Williams trong vai Lando Calrissian: Người cai quản Thành phố Mây (Cloud City)
- Anthony Daniels trong vai C-3PO: Một người máy phiên dịch hình người trong Liên minh
- David Prowse trong vai Darth Vader: Một chúa tể Sith hùng mạnh phục vụ Hoàng đế của Đế chế Thiên hà
- Peter Mayhew vai Chewbacca: Người bạn và phụ lái người Wookiee trung thành của Han Solo
- Kenny Baker trong vai R2-D2: Một người máy astromech của phe Nổi dậy và là bạn của C-3PO
- Frank Oz trong vai Yoda: Một bậc thầy Jedi nhỏ bé, đã sống lâu hàng thế kỷ, phải sống trong cảnh lưu vong

Khi mà David Prowse đóng Darth Vader trên màn ảnh, James Earl Jones là người lồng tiếng cho nhân vật. Oz lồng tiếng và điều khiển con rối Yoda, với sự giúp đỡ của những nghệ nhân rối đồng hành khác, bao gồm Kathryn Mullen, David Barclay, Wendy Froud, và Deep Roy. Alec Guiness vào vai thầy Jedi Obi-Wan Kenobi, bây giờ đã trở thành một linh hồn Thần lực sau cái chết của ông dưới tay Vader ở phần trước.
Denis Lawson tiếp tục vai diễn Wedge Antilles từ bộ phim đầu tiên. John Hollis đóng vai Lobot, trợ lý cá nhân của Lando. Julian Glover xuất hiện với tư cách là Tướng Veers, một vị tướng lãnh đạo quân Đế chế trong trận chiến Hoth. Kenneth Colley đóng Đô đốc Piett, đô đốc hàng đầu của Đế chế. Michael Sheard miêu tả Đô đốc Ozzel, đô đốc trước đây của Vader. Michael Culver xuất hiện vai Thuyền trưởng Needa, một trong những thuyền trưởng của Đế chế, người đã không thất bại trong việc tóm tàu Millenium Falcon. John Ratzenberger miêu tả Major Derlin, một trong những sĩ quan lãnh đạo phe Nổi Dậy trong Trận chiến Hoth. Bruce Boa đóng vai Tướng Rieekan, Cố vấn quân sự của Công chúa Leia tại Hoth. Christopher Malcolm đóng vai phi công snowspeeder của phe Nổi dậy là Zev Senesca, người đã tìm thấy Skywalker và Solo trong bề mặt băng tuyết của hành tinh Hoth. và John Morton trong vai Dak Ralter, đồng xạ thủ của Luke trong trận chiến Hoth, người đã bị tiêu diệt bởi một cỗ máy chiến đấu AT-AT. Richard Oldfield đóng vai phi công Nổi dậy Hobbie Klivian. Morris Bush trong vai tên thợ săn tiền thưởng Dengar, Alan Harris vai thợ săn tiền thưởng Bossk và Chris Parsons vai tên thợ săn tiền thưởng robot 4-LOM.
Jeremy Bulloch đóng Boba Fett, một thợ săn tiền thưởng được Vader thuê. Jason Wingreen góp giọng nói của Fett. Nhiều diễn viên đã thể hiện Hoàng đế, kẻ thống trị xấu xa của Đế chế Thiên hà, người xuất hiện trong phim qua hình ba chiều. Clive Revill góp giọng nói của hắn, trong khi nữ diễn viên Marjorie Eaton đeo mặt nạ, đóng vai hắn một trên màn ảnh. Bản 2011 thì tên Hoàng đế được thay bởi diễn viên Ian MacDiarmid, người đã đóng vai Hoàng đế trong phần tiếp theo và các phần tiền truyện.